# Diamond Deuklo
Diamond Deuklo, parfois stylisé en Diamond 2klo, de son vrai nom Claude Urbiztondo-Llarch, né à Paris en 1980, est un chanteur et acteur français.

## Biographie

### Dans l'ombre des Casseurs Flowters
Claude Urbiztondo-Llarch est originaire d'Alençon tout comme son ami Orelsan. Refusant toute interview depuis le début de sa carrière, celui qui prend pour nom de scène Diamond Deuklo est souvent qualifié d'« énigmatique » ou « mystérieux ». Il chante notamment sur quatre des onze titres de la mixtape Fantasy : Épisode -1 des Casseurs Flowters (duo d'Orelsan et Gringe) sortie en 2004.
Dans le premier album des Casseurs Flowters en 2013, Orelsan et Gringe sont les Casseurs Flowters, il rappe l'interlude Couplet de Claude, reprenant le rythme de Bloqué. Sur l'album suivant, bande originale du film Comment c'est loin, il joue son propre rôle et a également un morceau pour lui, Xavier, dont le clip sort en avril 2016,. Dans ce clip de 7 min 30 co-réalisé par Orelsan et Christophe Offenstein, il « impose son style fantasmatique avec des paroles toujours aussi ironiques ». Diamond Deuklo y fait référence au Professeur Xavier des X-Men : le clip dépasse les 2,2 millions de vues sur YouTube.

### Carrière solo
Fin 2016, il sort son premier single, De la neige avec son premier clip, où il fête un réveillon de Noël avec une famille. En 2017, il réalise une trilogie de singles, intitulée Le blues sur « la France des problèmes sociaux », décrit comme « un blues caustique pour un tableau social censé ». Clique.tv souligne : « Derrière ce flegme et l’avalanche de références aux années 90, on décèle un aspect plus sombre et sérieux dans lequel se loge – n’ayons pas peur des mots – beaucoup de poésie. ». Si plusieurs se limitent seulement au côté humoristique et absurde des paroles, la photographe Sophie Brasey réalisatrice du clip Le blues 2 décrit : « Ce n’est pas juste drôle, c’est plus profond. C’est de l’humour noir, on rit du côté pathétique d’une situation, ses chansons sont assez graves finalement. ».
En 2018, il sort Malade, avec un clip tourné devant le musée des beaux-arts de Philadelphie où il rend hommage à Rocky Balboa. Cette année-là, il réalise les premières parties des concerts d'Orelsan. Fin 2018, il est en featuring sur Karma, dans le premier album solo de Gringe : Enfant lune. En 2019, il sort U.S.A., avec un clip tourné à New York, où « l’ensemble se révèle être d’une poésie et d’un minimalisme séduisant. » selon La Distillerie Musicale.

## Discographie

### Avec les Casseurs Flowters
- Fantasy : Épisode -1 (2004) : quatre titres en featuring
- Orelsan et Gringe sont les Casseurs Flowters (2013) : 01h14 - Couplet de Claude
- Comment c'est loin (2015) : Xavier

### Carrière solo
- 2016 : De la neige
- 2017 : Le blues, Le blues 2, Le blues 3
- 2018 : Malade
- 2019 : Single : U.S.A.
- Album : CLYDE (2019)
- Album : Dalton Dallas Chap. 2 (27 novembre 2020)
- 2021 : Single : 6h du mat
- Album : WOLF (2021)

## Filmographie

### Cinéma
- 2015 : Comment c'est loin, d'Orelsan et Christophe Offenstein : lui-même
- 2021 : Entre les vagues, d'Anaïs Volpé : un membre de la troupe de théâtre

### Télévision

#### Séries télévisées
- 2015 : Bloqués par Kyan Khojandi et Bruno Muschio : Claude le plombier gênant (1 épisode)